# Wendlandia philippinensis
Wendlandia philippinensis là một loài thực vật có hoa trong họ Thiến thảo. Loài này được Cowan miêu tả khoa học đầu tiên năm 1932.